# Hvilbjerg
Hvilbjerg, Vilbjerg (dansk) eller Wielenberg (tysk) er en bebyggelse beliggende syd for Flensborg ved vejen til Egernførde (Egernfjord) i det nordlige Sydslesvig. Administrativt hører stedet under Freienwill Kommune i Slesvig-Flensborg kreds i den nordtyske delstat Slesvig-Holsten. I kirkelig henseende hører Hvilbjerg til Lille Solt Sogn. Sognet lå i Ugle Herred (Flensborg Amt, Sønderjylland), da området tilhørte Danmark
Hvilbjerg er første gang nævnt 1769. Forleddet kan være afledt af substantiv hvil eller verbum at hvile, sigtede til, at hyrdedrengene holdt hvil her. Efter en anden forklaring er navnet afledt af (kilde)væld, som på angeldansk udtaltes med lukket i-lyd. Tilsvarende udtales stedet på angeldansk (jysk) Vilbjerre. Tidligere omtaltes stedet også som Lillevolstrupmark efter det nærliggende Lille Volstrup. Stedet er beliggende i et småbakket morænelandskab på en højde på 49 m. Øst for Hvilbjerg ligger Volstrup Skov. Det hen mod skoven faldende terræn er en tidligere smeltevandskanal fra Weichsel-istiden. Gennem området løber Skærbækken (omtalt som Vestervad) mod Flensborg. I 1837 nævnes i Hvilbjerg en kro og tre husmandssteder (kåd) tilhørende Flensborg Hospital. Efter den dansk-tyske krig kom stedet 1871 under Lille Volstrup Kommune, siden 1974 Freienwill Kommune. Hvilbjerg havde i 1987 221 indbyggere.